# 939

## Události
- konec nadvlády Maurů nad Salamancou
- bitva u Xantenu
- bitva u Simancasu
- bitva u Birtenu
- korunovace anglosaského krále Edmunda I. v Kingstonu

## Úmrtí
- 2. října – Giselbert Lotrinský, vévoda lotrinský (* 885/90)
- Lev VII., papež

## Hlavy států
- České knížectví – Boleslav I.
- Papež – Lev VII. – Štěpán VIII.
- Anglické království – Ethelstan – Edmund I.
- Skotské království – Konstantin II. Skotský
- Východofranská říše – Ota I. Veliký
- Západofranská říše – Ludvík IV. Francouzský
- Uherské království – Zoltán
- První bulharská říše – Petr I. Bulharský
- Byzanc – Konstantin VII. Porfyrogennetos